# Podenco canario
För andra betydelser, se Podenco.
Podenco canario är en hundras som kommer från den spanska regionen Kanarieöarna vid Afrikas västkust.

## Historia
Podenco canario erkändes av Fédération Cynologique Internationale (FCI) 1987.
Kanarieöarna betyder hundöarna, ett namn de fick av den romerske författaren Plinius den äldre efter att han besökt kung Juba II av Numidien och Mauretania år 25 fvt. Namnet grundar sig alltså på hörsägen. Det brukar hävdas att podencoer först fördes till Kanarieöarna av fenicier och kartager. Detta har ifrågasatts då större däggdjur inplanterades först efter den europeiska erövringen på 1400-talet. Ursprungsbefolkningen guancherna skall således inte ha haft användning för denna typ av jakthundar.

## Egenskaper
Den är en pariahund med drag av vinthund. Rasen är en jakthund specialiserad på att jaga harar och kaniner i den steniga och bergiga terrängen. Som andra jagande pariahundar jagar den med hjälp av såväl syn och hörsel som luktsinne. Till skillnad från drivande hundar jagar den alltid under total tystnad.

## Utseende
Podenco canario är en medelstor, lätt hund med något rektangulär kropp och långa linjer. Den är slank med höga ben. Ben, senor och muskler syns under den tunna huden. Huvudet är långsmalt.